# 外显子组
外显子组由基因组内的所有外显子组成，这些序列在转录时会在通过RNA 剪接去除内含子后保留在成熟RNA中。这包括信使 RNA (mRNA) 的非翻译区和编码区。外显子组测序已被证明是确定超过两打孟德尔或单基因疾病的遗传基础的有效方法。 

## 统计
人类外显子组包括大约23万外显子，其中80%小于200bp，占整个基因组的1.1%，即三万Kb DNA。虽然只占基因组的极小部分，但一般认为外显子组里的突变占对疾病产生重要影响的突变的85%。